# Kiowa Gordon
Kiowa Gordon (Berlino, 25 marzo 1990) è un attore statunitense. È un nativo americano, appartenente alla tribù degli Hualapai. È noto per aver interpretato il personaggio di Embry Call nella serie di film Twilight.

## Biografia
La sua carriera d'attore inizia non appena viene notato per puro caso nella stessa chiesa frequentata dalla scrittrice Stephenie Meyer, la quale gli propone di recitare per la parte di Embry Call nel film New Moon, parte della serie di film Twilight, tratta dall'omonima quadrilogia della scrittrice statunitense. In seguito l'attore lavora anche nel sequel Eclipse (2010) e nella prima parte dell'ultimo capitolo della saga di Twilight, Breaking Dawn, uscito nelle sale italiane il 16 novembre 2011.

## Filmografia

### Attore

#### Cinema
- The Twilight Saga: New Moon, regia di Chris Weitz (2009)
- The Twilight Saga: Eclipse, regia di David Slade (2010)
- The Twilight Saga: Breaking Dawn - Parte 1 (The Twilight Saga: Breaking Dawn - Part 1), regia di Bill Condon (2011)
- The Lesser Blessed, regia di Anita Doron (2012)
- The Twilight Saga: Breaking Dawn - Parte 2 (The Twilight Saga: Breaking Dawn - Part 2), regia di Bill Condon (2012)
- Drunktown's Finest, regia di Sydney Freeland (2014)
- Heat Wave, regia di Russ Russo (2015)
- An Act of War, regia di Ryan M. Kennedy (2015)
- Wind Walkers, regia di Russell Friedenberg (2015)
- Calico Skies, regia di Valerio Esposito (2016)
- Best Fake Friends, regia di Paul Kampf (2016)
- The Mustanger and the Lady, regia di James Cotten (2017)
- The Conservationist, regia di Ken White (2018)
- Shadow Wolves, regia di McKay Daines (2019)
- Castle in the Ground, regia di Joey Klein (2019)
- Blood Quantum, regia di Jeff Barnaby (2019)
- Two Eyes, regia di Travis Fine (2020)
- Quantum Cowboys, regia di Geoff Marslett (2022)
- Clone, regia di Ryan M. Kennedy - cortometraggio (2023)
- Rez Ball, regia di Sydney Freeland (2024)

#### Televisione
- Hollywood Walk of Shame - serie TV, episodi sconosciuti (2012)
- Zach Stone Is Gonna Be Famous - serie TV, episodio 1x03 (2013)
- The Red Road – serie TV, 12 episodi (2014-2015)
- Frontiera (Frontier) - serie TV, episodio 1x02 (2016)
- Lady Dynamite - serie TV, episodio 2x06 (2017)
- Roswell, New Mexico - serie TV, 6 episodi (2019-2020)
- The Liberator, regia di Grzegorz Jonkajtys - miniserie TV, puntate 3-4 (2020)
- Reservation Dogs - serie TV, episodio 1x05 (2021)
- Dark Winds - serie TV, 12 episodi (2022-2023)
- Accused - serie TV, episodio 1x06 (2023)

### Produttore
- Heat Wave, regia di Russ Russo - cortometraggio (2015)
- Clone, regia di Ryan M. Kennedy - cortometraggio (2023)

## Riconoscimenti
- American Indian Film Festival
  - 2013 - Miglior attore non protagonista per The Lesser Blessed
- Red Nation Film Festival
  - 2013 - Candidatura alla miglior interpretazione di un attore non protagonista per The Lesser Blessed
  - 2022 - Miglior attore protagonista in una serie drammatica, commedia o miniserie per Dark Winds

## Doppiatori italiani
Nelle versioni in italiano delle opere in cui ha recitato, Kiowa Gordon è stato doppiato da:
- Gabriele Lopez in Roswell, New Mexico
- Luigi Morville in The Twilight Saga: New Moon